# Galatista
Galatista (Betonung auf der zweiten Silbe, griechisch Γαλάτιστα (f. sg.)) ist eine griechische Kleinstadt und gleichnamiger Stadtbezirk (Δημοτική Κοινότητα) in der Gemeinde Polygyros auf der Halbinsel Chalkidiki mit 2.837 Einwohnern nach der Volkszählung von 2011.
Das malerische Städtchen mit seinen engen Dorfstraßen ist gleichzeitig der Sitz des Dimos, mit allen Dienststellen, einer Klinik, dem Bürgeramt (ΚΕΠ), zwei Kindergärten, Volksschule und Gymnasium. Die wichtigsten Kirchen sind die der Panagia und die des heiligen Georg, beide aus dem 19. Jahrhundert. Galtatista liegt 28 Kilometer nordwestlich von Polygyros.

## Verwaltungsgliederung
Der Stadtbezirk Galatista (Δημοτική Κοινότητα Γαλατίστης) hat 2.837 Einwohner (Stand 2011) und umfasst vier Wohnsiedlungen; die Bevölkerung teilt sich folgendermaßen auf:
Die Stadt Galatista (2.537)
Agia Anastasia (118)
Kiourktsoglou (177)
Das Kloster der heiligen Anastasia (4)
Prinochori (1)

## Geschichte

### Archäologie
Im Gebiet von Galatista, unterhalb der Wohnsiedlung, in der Nähe der Dorfkirche der heiligen Parasskevi, befand sich, wie vermutet wird, eine Stadt Anthemous, die das gleichnamige Gebiet der Umgebung beherrschte. Die Stadt wurde vom Mazedonischen König Amyntas I. (540–495) dem aus Athen vertriebenen Tyrannen Hippias, Sohn des Peisistratos angeboten, der dieses Angebot jedoch abschlug.
1949 wurde im Nordosten des Galatista-Bezirks eine bedeutende Marmorinschrift aus dem 3. Jahrhundert v. Chr. entdeckt.

### Neuere Geschichte

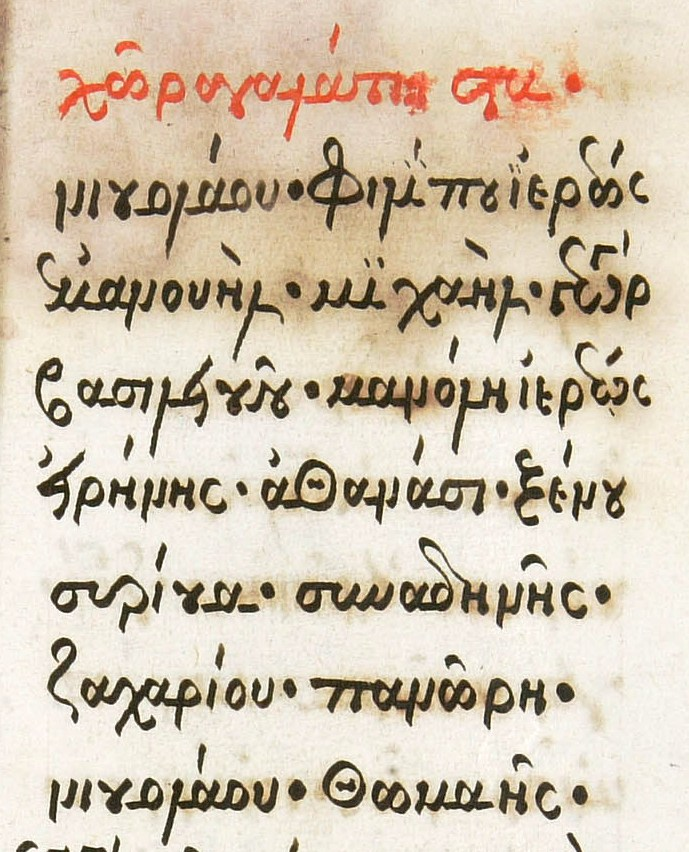
1732 Census

Die älteste Erwähnung des Gebietsnamens stammt vom Ende des 9. Jahrhunderts. Der große byzantinische Turm aus dem 13. Jahrhundert sowie zwei Wassermühlen finden sich in der Siedlung.
1500 herrschten die Türken, und Galatista kam in den Besitz des Wesirs Ischak Pascha. Etwas später in dieser Epoche gehörte Galatista zur Mukataa der 12 Mantemochorion-Gemeinden, einer Interessengemeinschaft von Bergbaugemeinden der nördlichen Chalkidiki.
Im griechischen Unabhängigkeitskrieg von 1821 wurde Galatista wie andere Gebiete der Chalkidike von den Türken zerstört und verwüstet. Später kehrten die Einwohner zurück und bauten das Dorf wieder auf. Die Kirchen von Galatista stammen alle aus der Zeit nach 1821.
Am 24. April 1854 wurde der Ort noch einmal Schauplatz eines Kampfes zwischen Griechen und Türken, dem 65 Türken zum Opfer fielen.

## Brauchtum
Der Ort hat drei Heimatvereine, die sich um die Traditionspflege bemühen. Neben einer Anzahl festlich begangener kirchlicher Feiertage ist vor allem das am 6. und 7. Januar stattfindende Straßenfest „des Kamels und der Braut“ zu nennen. Die Befreiung einer Braut aus Galatista wird dargestellt, die von türkischen Soldaten entführt und mit einem „trojanischen Kamel“ wieder zurückentführt worden war.